# Grallaire géante
Espèce
Statut de conservation UICN

 VU B1ab(i,ii,iii,v);C2a(i) : Vulnérable
La Grallaire géante (Grallaria gigantea) est une espèce de passereaux de la famille des Grallariidae.

## Répartition
Cet oiseau peuple la cordillère des Andes du nord de l'Équateur et du sud-ouest de la Colombie. 

## Habitat
Cet oiseau fréquente les forêts humides de montagne dans les zones subtropicales et tempérées.

## Sous-espèces
Selon la classification de référence du Congrès ornithologique international (version 3.3, 2013), cet oiseau est représenté par 3 sous-espèces :
- Grallaria gigantea lehmanni Wetmore, 1945 ;
- Grallaria gigantea hylodroma Wetmore, 1945 :
- Grallaria gigantea gigantea Lawrence, 1866.